# Maljong
Maljong är inom vävning en liten skiva med tre, (i vissa fall fler) hål i rad, som ersätter ögat i en solv. I de yttersta hålen sticks garn, som knyts till solvkäpparna (solvskaften) på vanligt sätt. I maljongens mellersta hål, eller hålen, sticks en eller flera varptrådar enligt solvnotan. Maljongerna görs oftast i metall men kan även vara glas. Maljonger ger ett starkare solvöga än det man får med traditionellt knuten solv, och är även skonsamt mot varpen.
Ordet maljong är en förvrängning av franskans maillon, som betyder en 15 famnars (franska toise) standardkätting, ca 27,5 m.